# Cyklon Maschinenfabrik
Cyklon Maschinenfabrik GmbH var ett tyskt företag i Berlin, som tillverkade motorcyklar och bilar.

## Historik

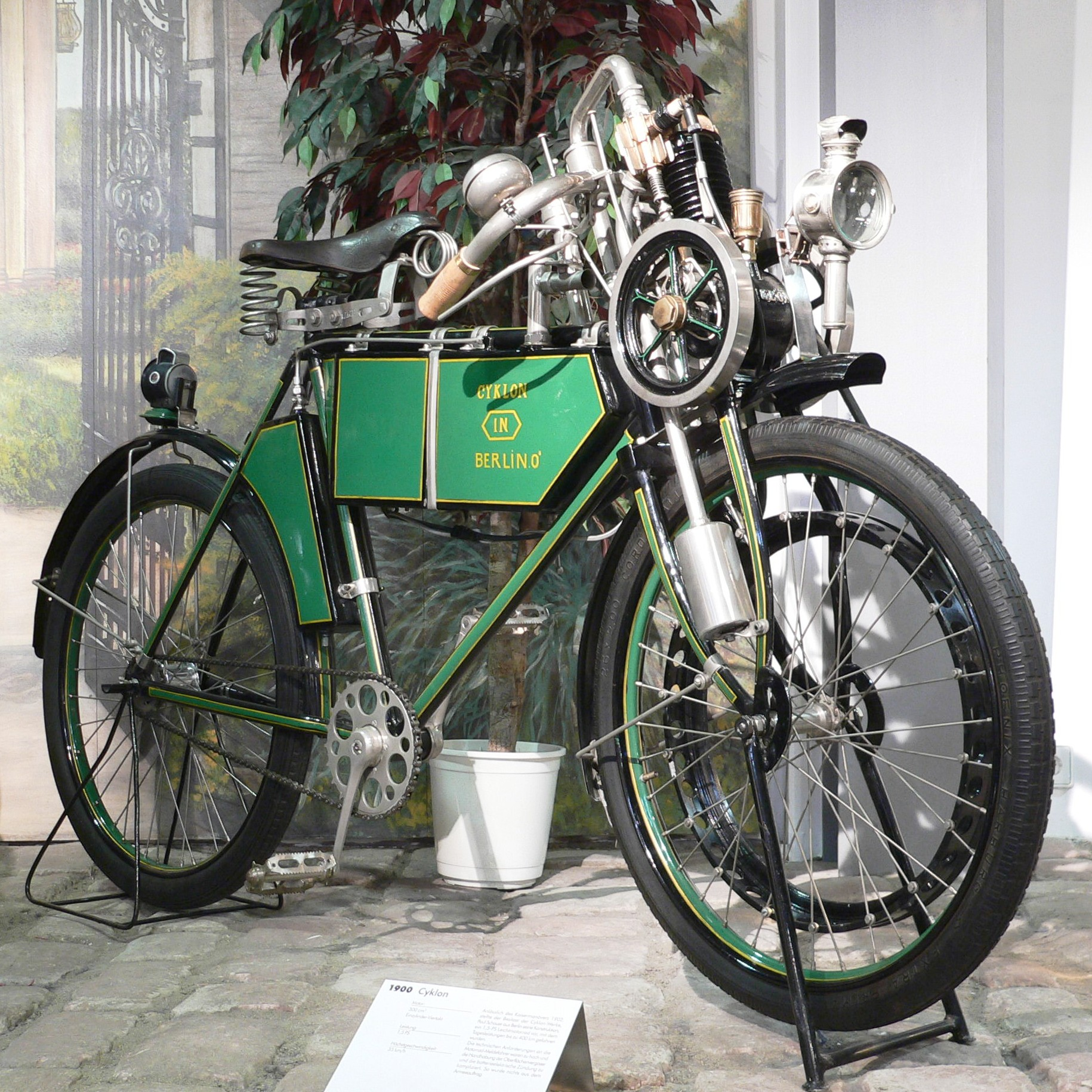
Cyklon från 1900 i NSU-Museum Neckarsulm

## Motorcyklar (1900–1905)
Firmans grundare Paul Schauer var bland de första i Tyskland att serietillverka motorcyklar. Han använde motorer från Gebrüder Werner, Fabrique de Moteurs et de Machines ZL (Zedel) och De Dion-Bouton.
Den första modellen var en framhjulsdriven motorcykel med luftkyld motor på 300 cm³ och 1,5 hk, vilken via en kilrem drev framhjulet. Motorcykelproduktionen upphörde 1905.

## Bilar (1902–1923, 1927–1931)

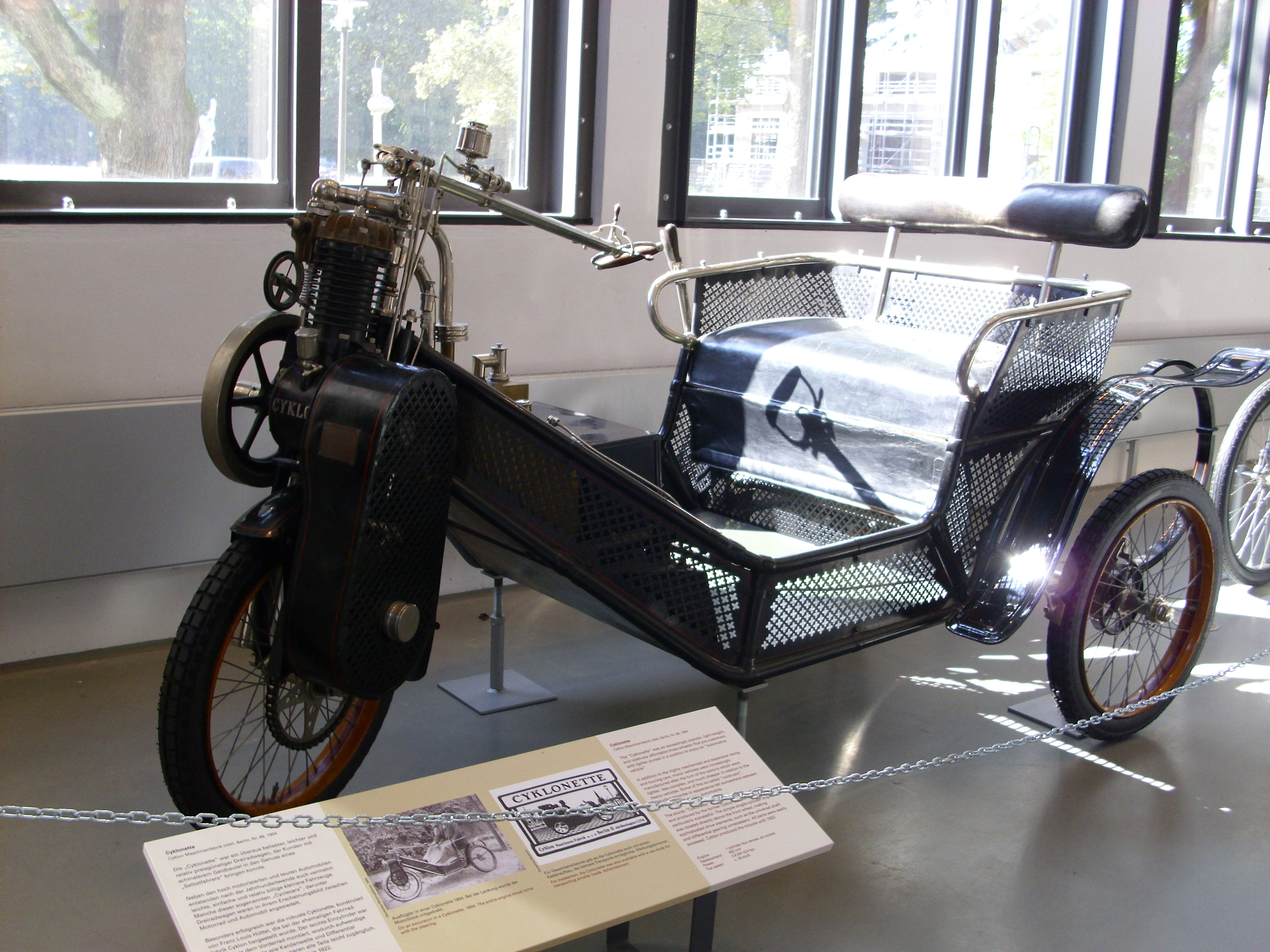
Cyklon Cyklonette från 1904

År 1902 lanserade företaget ett trehjuligt fordon med ett hjul fram och två bak med en encylindrig motor monterad över h under namnet Cyklonette. Motorn var på 450 cm³ och gav 3,5 hk. Utan växling drog motorn framhjulet via en rem, senare ersatt av en kedja.
En lång styrstång med gashandtag och tändningsinställning användes för styrning av fordonet. 
Två år senare lanserades också en version med två cylindrar på 750–1290 cm³, med en effekt på 10 hk.
På ramen kunde man få olika karosser med två eller fyra dörrar. Framför allt gjordes distributionsfordon.
År 1914 upphörde tillverkningen av den encylindriga varianten av Cyklonette. År 1923 upphörde också den tvåcylindriga varianten. I stället tillverkade fabriken chassier till karosserifabriken Schebera.
Från 1927 tillverkades återigen personbilar av egen konstruktion. Dess 9/40 PS-modell hade samma kaross som Ambi-Budd och Adler Standard 6 och var den billigaste sexcylindriga bilen i Tyskland.
Fabriken togs över av Dixi-fabriken. Efter BMW:s förvärv av detta bilmärke inställdes produktionen av Cyklon på grund av försvagad efterfrågan 1929.
Samma år kom en ny sexcylindrig modell med 1800  cm³ motor, varav under de två kommande åren bara tillverkades ett fåtal exemplar. År 1931 upplöstes företaget.

## Bildgalleri

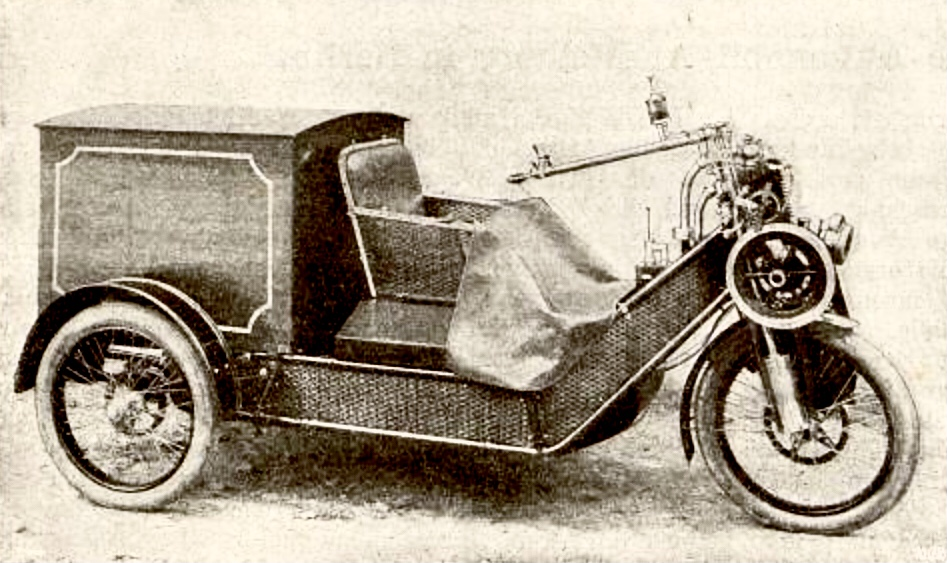
Postlastbil, 1907
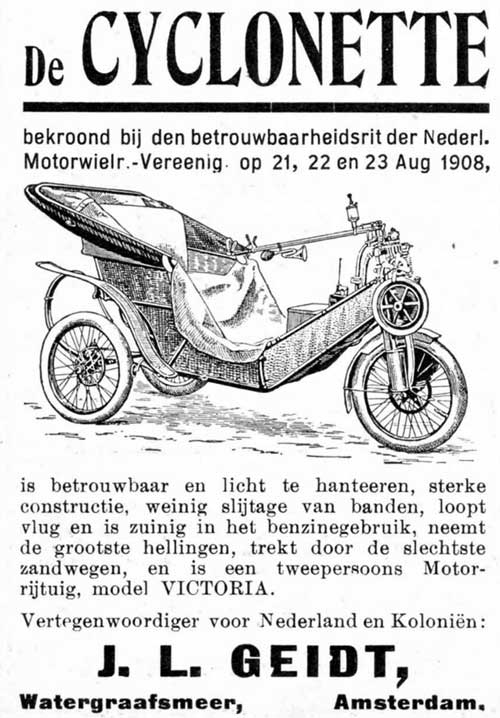
Annons för Cyklonette, 1909
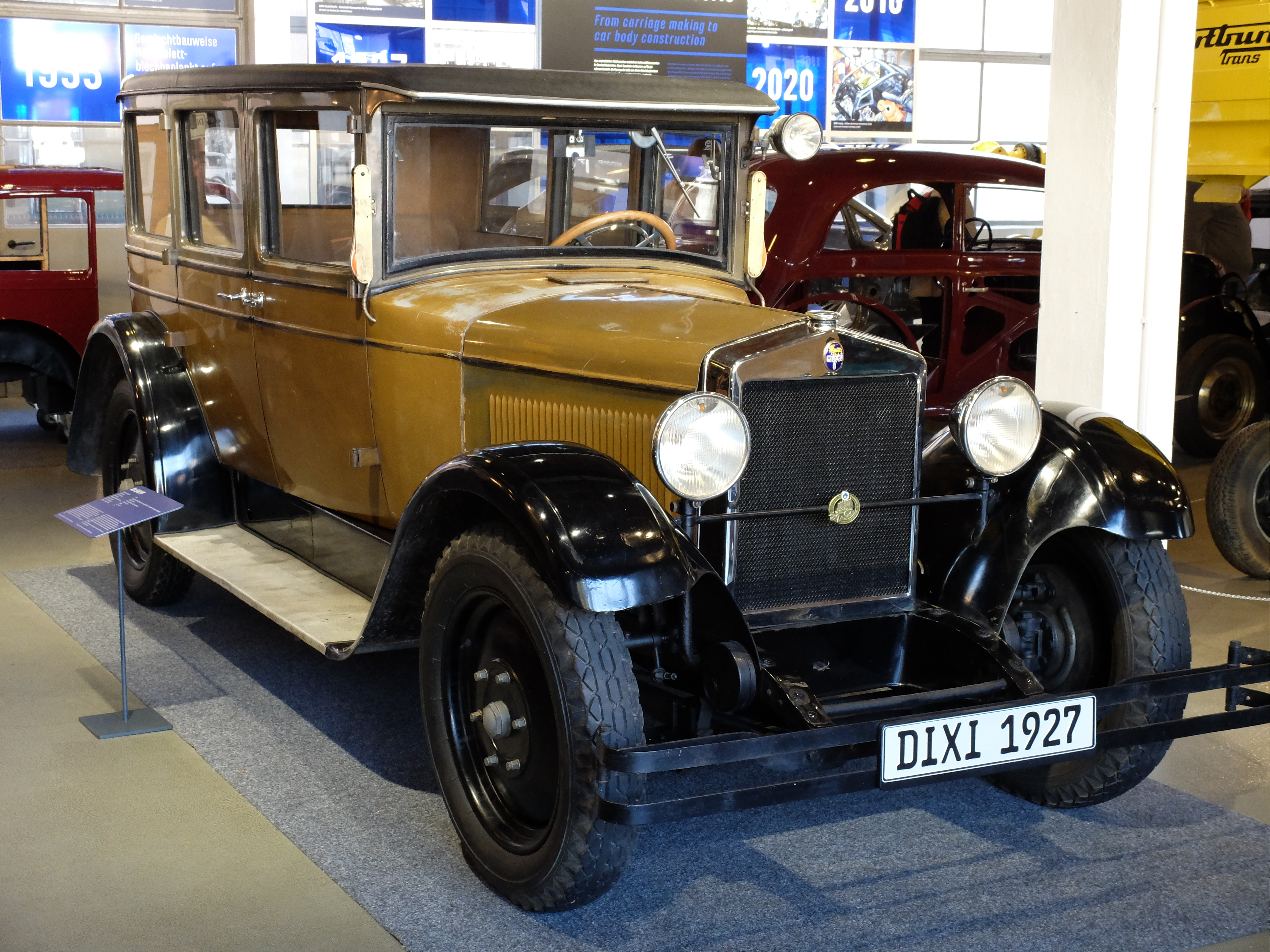
Cyklon Dixi 9-40 PS från 1927